# Adonisea nigrirena
Adonisea nigrirena är en fjärilsart som beskrevs av Adrian Hardy Haworth 1810. Adonisea nigrirena ingår i släktet Adonisea och familjen nattflyn. Inga underarter finns listade i Catalogue of Life.